# Đền thờ Sibyl

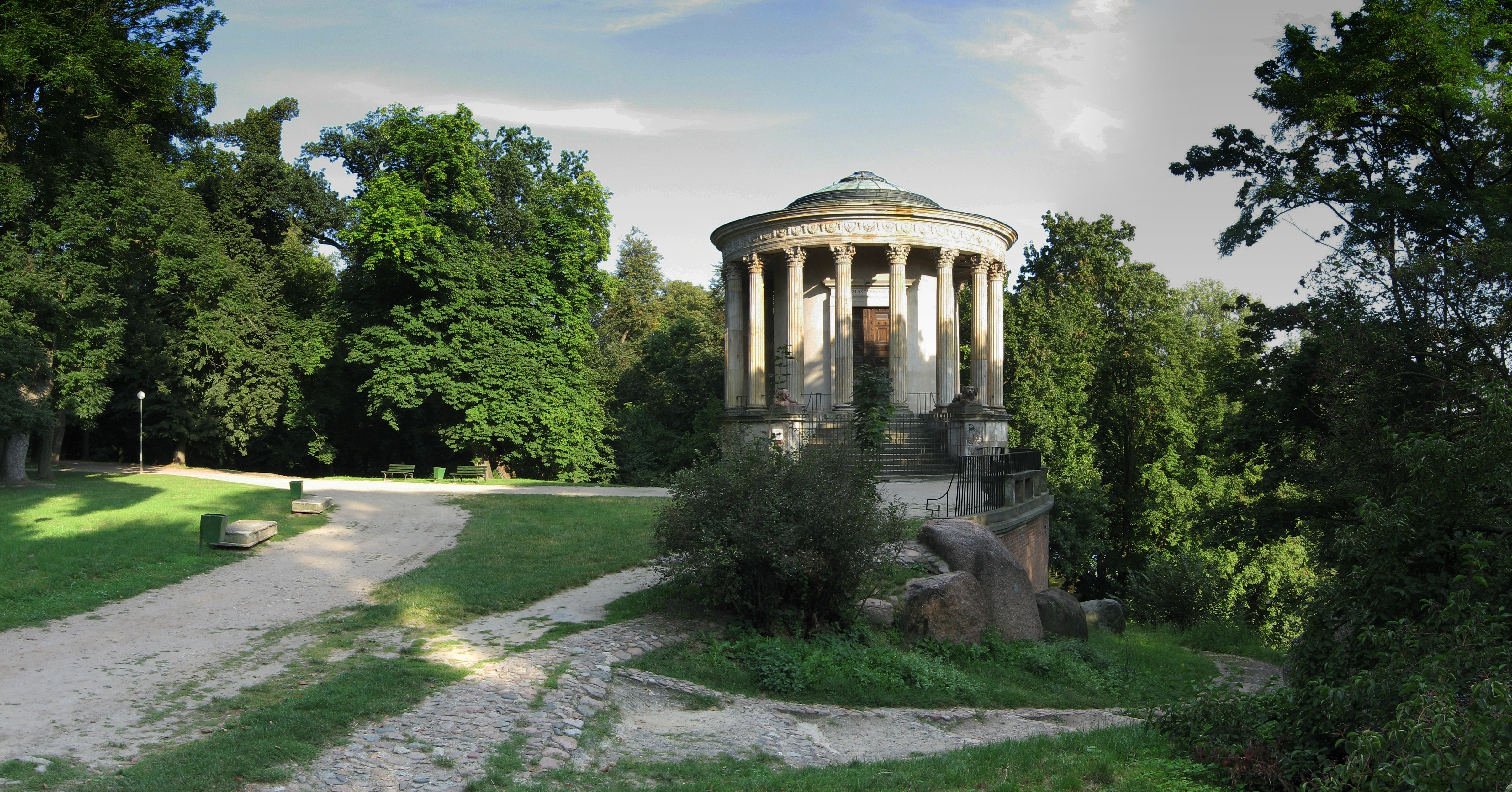
Đền thờ Sibyl

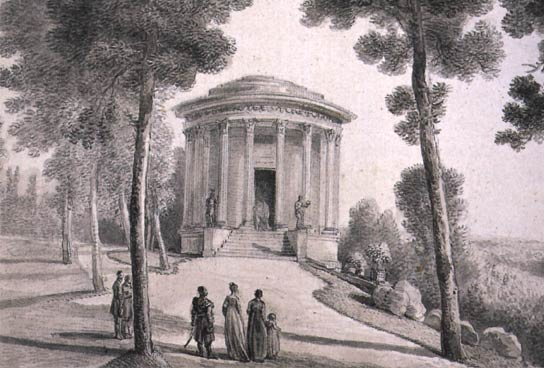
Bức khắc vào thế kỷ 19 của Đền thờ Sibyl

Đền thờ Sibyl (ở Ba Lan, Świątynia Sybilli) là một hàng cột tròn monopteral ngôi đền giống như cấu trúc ở Pulawy, Ba Lan, được xây dựng tại thời điểm chuyển giao thế kỷ 19 như một bảo tàng của Izabela Czartoryska.

## Lịch sử
"Đền thờ Sibyl " tại Puławy, còn được gọi là Đền tưởng niệm, được khai trương vào năm 1801. Cấu trúc này được mô phỏng theo " Đền Vesta " đơn sắc tương tự tại Tivoli, Ý, tại địa điểm lịch sử Tiburtine Sibyl, nổi tiếng khắp châu Âu với các bản khắc. Ngôi đền ở Puławy, được thiết kế bởi kiến trúc sư người Ba Lan Chrystian Piotr Aigner, tưởng niệm lịch sử và văn hóa Ba Lan, và những vinh quang và đau khổ của cuộc sống con người. Các vật phẩm được giữ trong Đền thờ Sibyl bao gồm Kiếm Grunwald và một " Khẩu súng Hoàng gia " lớn chứa chân dung và vật dụng cá nhân của các vị vua và hoàng hậu của Ba Lan.
Trong cuộc nổi dậy tháng 11 năm 1830-31, bảo tàng đã bị đóng cửa. Con trai của Izabela Czartoryska, Adam Jerzy Czartoryski đã sơ tán các bộ sưu tập còn sót lại đến Paris, Pháp, nơi ông lưu giữ chúng tại Hôtel Lambert. Con trai ông Władysław Czartoryski sau đó mở cửa trở lại bảo tàng vào năm 1878 ở Kraków, trong Áo Ba Lan, như Bảo tàng Czartoryski.

## Nhà văn Prus
Năm 1884, Đền thờ Sibyl được nhà văn Ba Lan Bolesław Prus sử dụng làm bối cảnh cho một câu chuyện nhỏ của ông, " Nấm mốc của Trái đất ".
Bối cảnh của câu chuyện diễn ra liền kề với Đền thờ, nơi có một tảng đá tràn ngập nấm mốc. Tại một thời điểm nhất định, tảng đá biến đổi kỳ diệu thành một quả địa cầu.
Trong câu chuyện nhỏ dài một trang rưỡi của mình, Prus xác định xã hội loài người với những nấm mốc, qua các thời đại, cạnh tranh một cách mù quáng và vô tư trên bề mặt địa cầu. Do đó, ông đưa ra một phép ẩn dụ cho cuộc đấu tranh cạnh tranh cho sự tồn tại diễn ra giữa các cộng đồng người.
Năm 1869, Bolesław Prus, khi được 22 tuổi, đã học một thời gian ngắn tại Viện Nông lâm nghiệp được thành lập trên khu đất Czartoryski cũ ở Puławy. Trước đó, ông đã trải qua vài năm tuổi thơ ở Puławy.